# 타타 컨설턴시 서비스
타타 컨설턴시 서비스(Tata Consultancy Services, TCS)는 인도의 다국적 정보기술 서비스 및 컨설팅 전문 기술 기업이다. 타타 그룹의 일부인 TCS는 뭄바이에 본사를 두고 있으며, 46개국 150개 지점에서 운영된다. 2024년 타타 선즈는 TCS의 71.74%를 소유했으며, 타타 선즈의 배당 수입 중 약 80%는 TCS에서 발생했다.
TCS는 2024년 포춘 인도 500 목록에서 7위를 차지했다. 2021년 9월, TCS는 시가총액 2,000억 달러를 기록하며 최대 가치를 달성한 최초의 인도 IT 기업이 되었다. 2012년에는 미국 H-1B 비자의 세계에서 두 번째로 큰 사용자였다.

## 역사

### 1968~2000

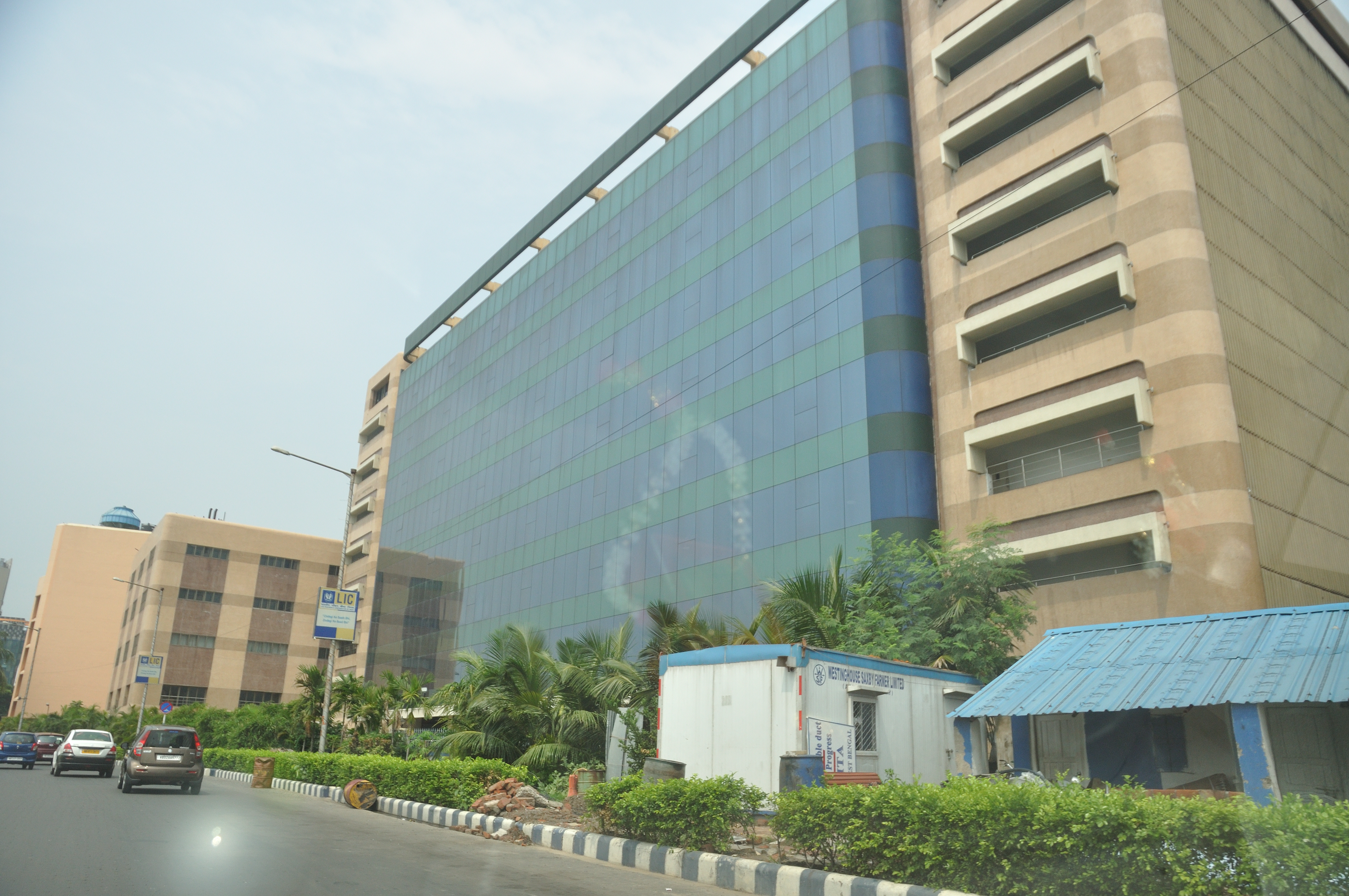
솔트레이크 구역-V, 대콜카타에 있는 TCS 델타 파크

타타 컴퓨터 시스템스(Tata Computer Systems)로 원래 알려진 타타 컨설턴시 서비스 유한회사(Tata Consultancy Services Limited)는 1968년 타타 선즈 유한회사에 의해 설립되었다. 이 회사의 초기 계약은 자매 회사인 TISCO(현재 타타 스틸)에 천공 카드 서비스를 제공하고, 인도 중앙은행을 위한 지점 간 조정 시스템을 개발하며, 인도 유닛 트러스트에 뷰로 서비스를 제공하는 것을 포함했다.
1975년, TCS는 스위스 회사 SIS SegaInterSettle을 위해 SECOM이라는 전자 예탁 및 거래 시스템을 구현했다. 또한 캐나다 예탁 시스템을 위한 시스템 X를 개발하고 요하네스버그 증권거래소를 자동화했다. TCS는 또한 나중에 인수한 스위스 기업 TKS 테크노소프트와도 협력했다.
1980년에 TCS는 푸네에 타타 연구 개발 디자인 센터(TRDDC)를 설립하여 인도 최초의 전용 소프트웨어 연구 개발 센터를 열었다. 다음 해에는 탠덤을 위해 인도 최초의 고객 전용 오프쇼어 개발 센터를 설립했다.
Y2K 버그와 통합 유럽 통화(유로) 도입을 예상하며, 타타 컨설턴시 서비스는 Y2K 전환을 위한 공장 모델을 개발했다. 또한 이 회사는 전환 프로세스를 자동화하고 제3자 개발자 및 고객이 구현할 수 있도록 소프트웨어 도구를 만들었다. 1999년 말, TCS는 국내 시장에 의사결정 지원 시스템(DSS) 솔루션을 도입했다. 1999년에는 "Beyond the Obvious"라는 첫 번째 슬로건을 등록했다.

### 2001~2019

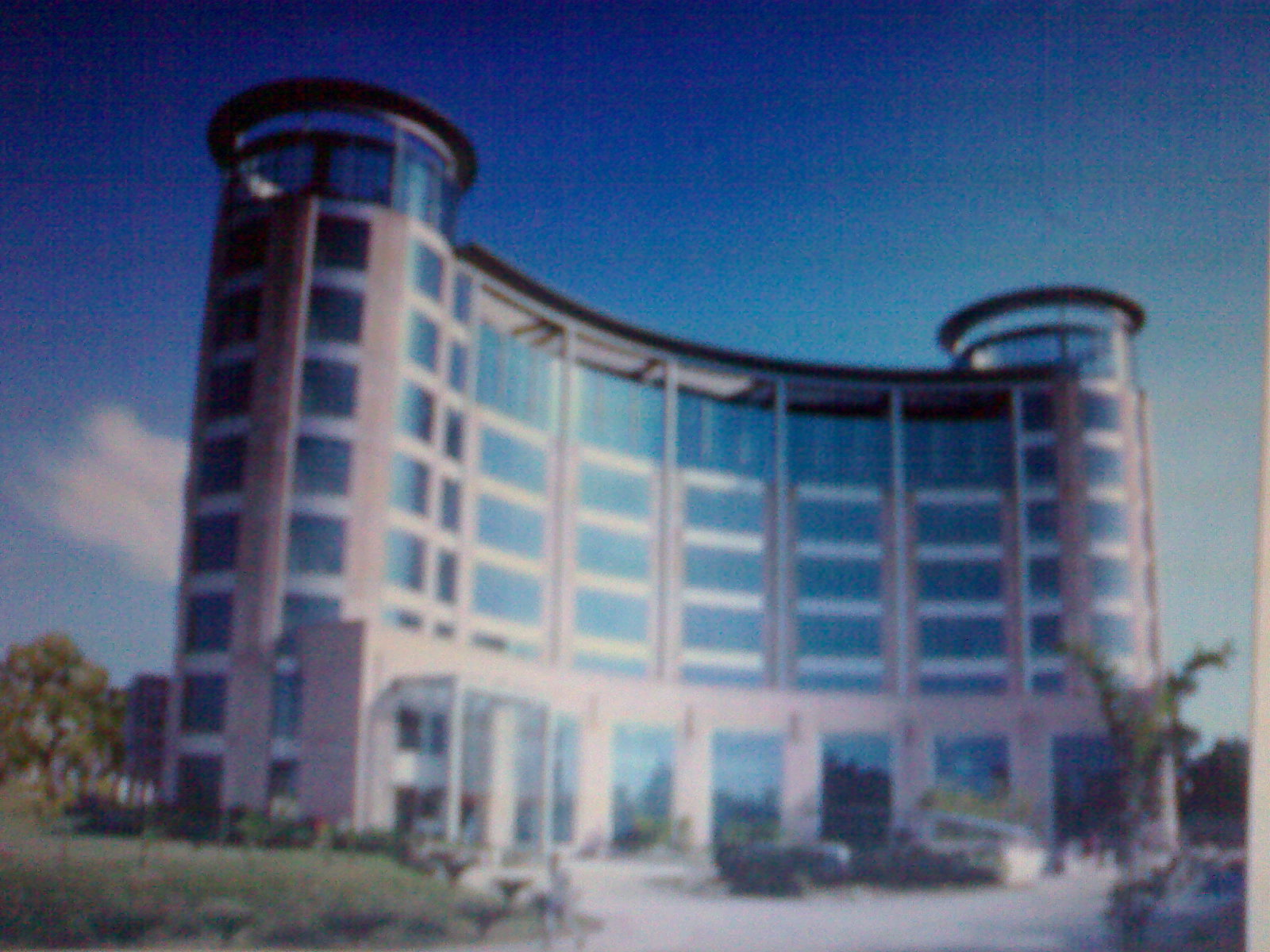
러크나우에 있는 TCS 캠퍼스

2001년에 TCS는 생물정보학 분야에 진출했고, 3년 후 인도 최초의 생물정보학 제품을 출시했다.
2003년, TCS는 10억 달러 매출을 기록한 최초의 인도 IT 기업이 되었다. 2004년 8월 25일, TCS는 기업공개 이후 공개 상장 기업이 되었다.
2005년 7월, 그때까지 타타 선즈의 다른 IT 자회사였던 타타 인포텍이 주식 스왑 거래로 TCS와 합병되었다. 같은 해 후반에 TCS는 슬로건을 "Beyond the Obvious"에서 "Experience Certainty"로 변경했다.
2006년, TCS는 인도 철도 취사 관광 공사를 위한 ERP 시스템을 개발했다. 2008년까지 전자상거래 운영은 연간 5억 달러 이상의 매출을 올렸다.
2011년, TCS는 클라우드 기반 솔루션으로 중소기업 시장에 진출했다. 2011년 마지막 거래일에, TCS는 RIL을 추월하여 인도 기반 기업 중 가장 높은 시가총액을 달성했다. 2011–12 회계연도에 TCS는 처음으로 연간 매출이 100억 달러를 초과했다.
2013년 5월, TCS는 인도 우체국에 서비스를 제공하기 위해 110억 ₹1100만 (14000만 달러) 이상 규모의 6년 계약을 체결했다. 2013년에 이 회사는 매출 기준 세계 IT 서비스 기업 목록에서 13위에서 10위로 상승했다. 2014년 7월, 이 회사는 인도 기업 중 최초로 시가총액 ₹5조 (US$81.93 billion)을 초과했다.
2015년 1월, TCS는 릴라이언스 인더스트리의 23년간의 기록을 깨고 인도에서 가장 수익성이 높은 기업이 되었다.
2017년 1월, TCS는 결제 기술 기업인 Aurus와 파트너십을 맺고 선구적인 통합 상점 상거래 플랫폼인 TCS OmniStore를 통해 소매업체를 위한 결제 솔루션을 제공한다고 발표했다. 같은 해, TCS 차이나는 중국 정부와 합작 투자를 체결했다.
2018년 3월, 타타 선즈는 대량 거래로 12억 5천만 달러 상당의 TCS 주식을 매각했다.
2019년, TCS는 미국 비즈니스 어워드에서 4개의 스티비 상을 수상했다.

### 2020년~현재
2020년 10월 8일, TCS는 액센츄어를 시가총액에서 추월하여 1,440억 달러 이상의 시가총액으로 세계에서 가장 가치 있는 IT 기업이 되었다. 2021년 1월 25일, TCS는 시가총액 1,700억 달러로 잠시 액센츄어로부터 세계에서 가장 가치 있는 IT 기업의 칭호를 되찾았다. 같은 날, TCS는 또한 릴라이언스 인더스트리를 추월하여 인도에서 가장 가치 있는 기업이 되었다.
2021년 5월, TCS는 컨소시엄 파트너인 뉴로테크놀로지와 협력하여 인도 고유 식별청(UIDAI)으로부터 아다르 디지털 ID 프로그램에 생체 인식 기술을 제공하는 업체로 선정되었다. 13억 명 이상의 시민 데이터베이스를 보유한 아다르 프로그램은 세계은행 수석 이코노미스트폴 로머에 의해 "세계에서 가장 정교한 ID 프로그램"으로 묘사되었다.
2021년 10월, TCS의 COO인 N. 가나파티 수브라마니암은 SaaS 기반 플랫폼을 포함한 플랫폼 및 제품 사업의 가치가 약 30억 달러에 달한다고 발표했다. 그는 2020년 10월부터 2021년 10월 사이에 TCS가 수주한 거래의 95%가 클라우드 및 SaaS 플랫폼에 대한 것이었다고 언급했다.
2021년에 TCS는 밀레니얼 세대를 위한 리브랜딩을 거쳤으며, 슬로건을 "Experience Certainty"에서 "Building on Belief"로 변경했다. 2021년에 타타 컨설턴시 서비스는 또한 인도에서 가장 큰 고용주 중 하나로, 2021~22 회계연도 상반기에 43,000명의 신규 직원을 채용했다.
2025년 7월, TCS는 앞으로 12개월 동안 글로벌 인력의 2% (약 12,000명)를 주로 중간 및 고위직에서 감축할 것이라고 발표했으며, K. 크리티바산 CEO는 그 이유로 "기술 불일치"를 들었다.

## 인수
| 이름                                      | 인수 날짜   | 활동                    | 국가           | 가격             | 직원 수 (인수 당시) | 출처                 |
| ----------------------------------------- | ----------- | ----------------------- | -------------- | ---------------- | ------------------- | -------------------- |
| CMC 유한회사                              | 2001년 10월 | 임베디드 소프트웨어     | 인도           | 3,390만 달러     | 3,102               | [ 52 ] [ 53 ] [ 54 ] |
| 항공 재정 지원 서비스 인도 (AFSI)         | 2004년 1월  | 항공 및 숙박 BPO        | 인도           | 510만 달러       | 400                 | [ 55 ] [ 56 ]        |
| 항공 소프트웨어 개발 컨설턴시 인도 (ASDC) | 2004년 3월  | IT 서비스               | 인도           | 310만 달러       | 180                 |                      |
| 피닉스 글로벌 솔루션즈                    | 2004년 5월  | 보험 컨설팅 및 BPO      | 인도           | 1억 3천만 달러   | 400                 | [ 57 ] [ 58 ]        |
| 스웨덴 인도 IT 리소스 AB (SITAR)          | 2005년 5월  | IT 서비스               | 스웨덴         | 480만 달러       | 해당 없음           | [ 59 ] [ 60 ]        |
| 펄 그룹                                   | 2005년 10월 | 보험                    | 영국           | 9,470만 달러     | 950                 | [ 61 ] [ 62 ]        |
| 파이낸셜 네트워크 서비스 (FNS)            | 2005년 10월 | 코어 뱅킹 소프트웨어    | 오스트레일리아 | 2,600만 달러     | 190                 | [ 63 ] [ 64 ]        |
| 코믹롬                                    | 2005년 11월 | 뱅킹 BPO                | 칠레           | 2,300만 달러     | 1,257               | [ 65 ] [ 66 ]        |
| 타타 인포텍                               | 2006년 2월  | IT 서비스               | 인도           | 2억 5,920만 달러 | 3,600               | [ 67 ] [ 68 ]        |
| TCS 매니지먼트                            | 2006년 11월 | IT 서비스               | 오스트레일리아 | 1,300만 달러     | 35                  | [ 69 ] [ 70 ]        |
| TKS-테크노소프트                          | 2006년 11월 | 뱅킹 소프트웨어         | 칠레           | 8,040만 달러     | 115                 | [ 71 ]               |
| 씨티그룹 글로벌 서비스 유한회사           | 2008년 12월 | 뱅킹 및 금융 서비스 BPO | 인도           | 5억 1,200만 달러 | 12,472              | [ 72 ] [ 73 ]        |
| 슈퍼밸류 서비스 인도                      | 2010년 9월  | IT 서비스 및 BPO        | 인도           | 1억 달러         | 600                 | [ 74 ]               |
| 컴퓨테이셔널 리서치 랩스                  | 2012년 8월  | 고성능 컴퓨팅           | 인도           | 3,400만 달러     | 80                  | [ 75 ] [ 76 ]        |
| 알티 SA                                   | 2013년 4월  | IT 서비스               | 프랑스         | 9,750만 달러     | 1200                | [ 77 ]               |
| 브릿지포인트 그룹                         | 2018년 11월 | 경영 컨설팅             | 미국           |                  |                     | [ 78 ] [ 79 ] [ 80 ] |
| 포스트방크 시스템즈                       | 2020년 11월 | IT 서비스               | 독일           |                  |                     | [ 81 ]               |
| 프레메리카 시스템스 아일랜드              | 2020년 12월 | IT 서비스               | 아일랜드       |                  | 1,500               | [ 82 ]               |
| 다시타 서던 인디아 해피 홈즈              | 2025년 3월  | 부동산                  | 인도           | 2억 6천만 달러   |                     | [ 83 ] [ 84 ]        |

## 운영

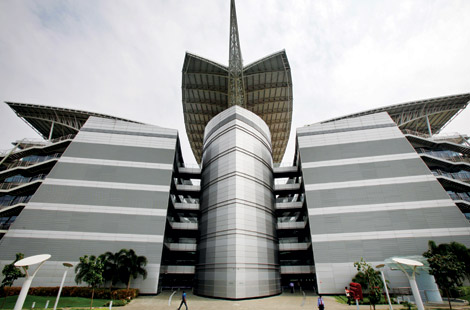
SIPCOT 시루세리, 첸나이에 있는 타타 컨설턴시 서비스 건물

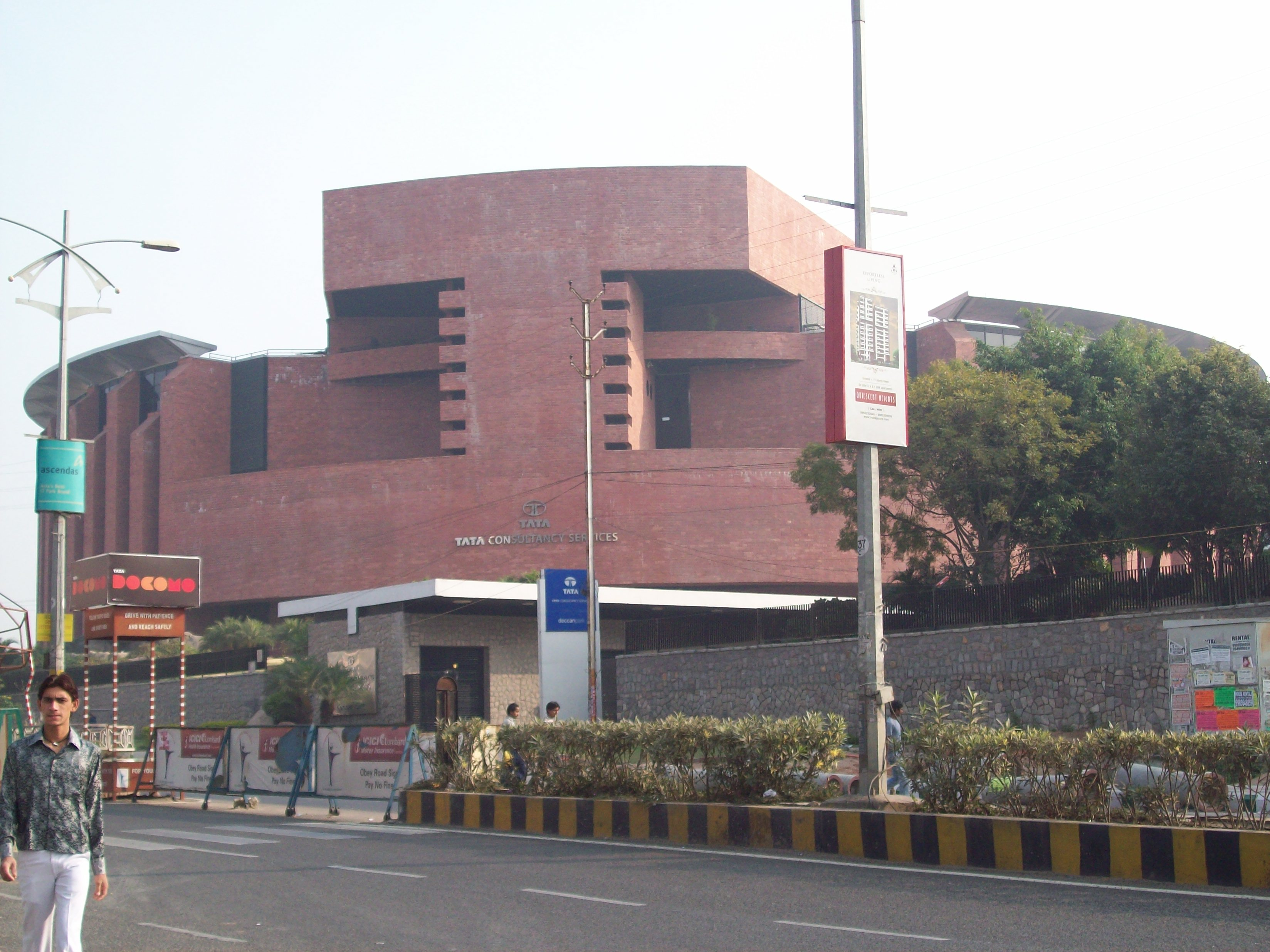
하이데라바드 마다푸르에 있는 타타 컨설턴시 서비스, 데칸 파크 캠퍼스

2023년 9월 현재, TCS는 55개국에 총 51개의 자회사를 두고 있다. 2024년 현재 타타 컨설턴시 서비스(TCS)는 50개국 이상, 500개 이상의 사무실에서 전 세계적으로 운영되고 있다. 인도에서는 뭄바이, 방갈로르, 첸나이, 하이데라바드와 같은 주요 도시에 여러 배달 센터를 운영하고 있다. 미국, 영국, 캐나다, 호주, 싱가포르와 같은 주요 시장에서도 상당한 규모의 사업을 운영하고 있다.

### TCS BPS
TCS BPS(비즈니스 프로세스 서비스) 부문은 2012–13 회계연도에 14억 4천만 달러의 매출을 기록했으며, 이는 TCS 전체 매출의 12.5%를 차지했다. TCS BPS는 11개국에서 2억 2,500만 명 이상의 고객에게 서비스를 제공하는 45,000명 이상의 직원을 보유하고 있다. 2012–13 회계연도 동안 BPS 부문의 이직률은 19.5%였다. 이 회사는 또한 필리핀에 비즈니스 프로세스 아웃소싱 시설을 열었다.

### 생명 과학 및 의료
2006년부터 TCS는 화이자 및 일라이 릴리와 같은 미국의 바이오제약 대기업들과 임상 연구-데이터 관리, 생물통계학, 의료 보고서 작성 서비스 제공을 위한 대규모 계약을 체결했다. TCS는 또한 로슈와 노바티스와 같은 유럽 바이오제약 기업들에게 임상 데이터 관리, 생물통계학, 임상 프로그래밍, 약물감시, 글로벌 신약 개발 노력을 위한 RWE 지원 분야에서 서비스를 제공한다.

### 타타 연구 개발 디자인 센터
TCS는 1981년 푸네에 인도 최초의 소프트웨어 연구 센터인 타타 연구 개발 디자인 센터를 설립했다. TRDDC는 소프트웨어 공학, 공정공학, 생물정보학, 시스템 연구를 수행한다. TRDDC의 연구원들은 또한 소프트웨어 모델을 기반으로 코드를 자동으로 생성하고 사용자의 요구에 따라 코드를 다시 작성할 수 있는 모델 기반 개발 소프트웨어인 마스터크래프트(현재는 디지털화 및 최적화 도구 스위트)를 개발했다. TRDDC의 연구는 또한 현지에서 구할 수 있는 자원을 사용하여 제조할 수 있는 저비용 정수기인 수잘(Sujal)의 개발로 이어졌다. TCS는 2004년 인도양 쓰나미 재해 구호 활동의 일환으로 수천 대의 필터를 배포했다. 이 제품은 인도에서 저비용 정수기인 타타 스와치로 판매되고 있다.

### 혁신 연구소

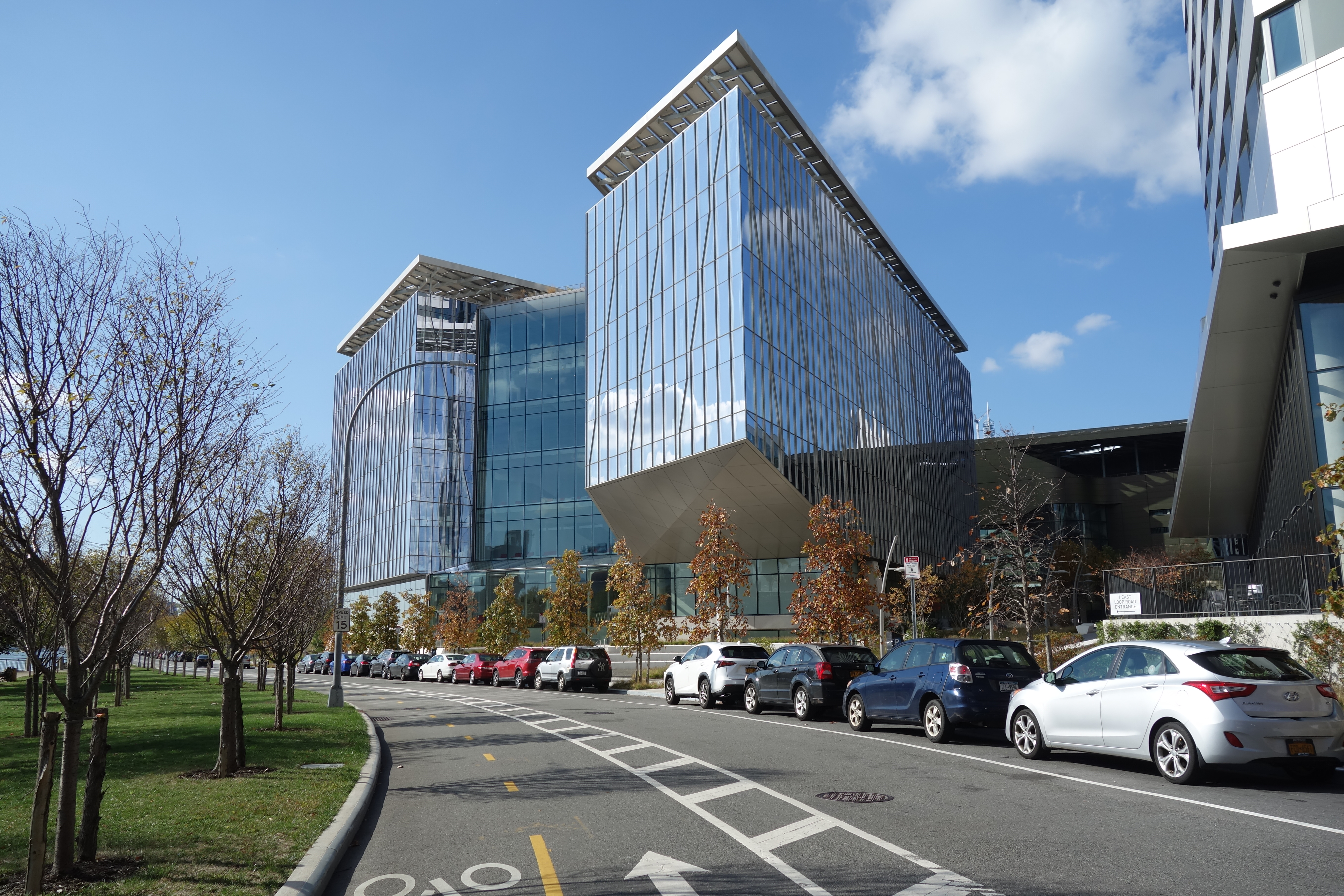
뉴욕시 코넬 테크 캠퍼스의 타타 이노베이션 센터

2007년, TCS는 혁신 연구소, 스타트업 제휴, 대학 연구 부서, 벤처 투자가 네트워크인 공동 혁신 네트워크를 시작했다. 또한, TCS는 3개국에 19개의 혁신 연구소를 보유하고 있다. TCS의 파트너에는 콜랩넷과 카사트가 있으며, IIT, 스탠퍼드 대학교, MIT, 카네기 멜런 대학교와 같은 학술 기관, 그리고 세쿼이아 및 클라이너 퍼킨스와 같은 벤처 투자가가 포함된다.

## 직원
타타 컨설턴시 서비스(TCS)는 인도에서 가장 큰 민간 부문 고용주 중 하나이며, 인도 철도, 인도 육군, 인도 우체국에 이어 전체 고용주 중 네 번째로 크다. 2022년 7월 8일 현재 TCS는 60만 명 이상의 직원을 보유하고 있다. 2013년 3월 31일 현재, TCS에 고용된 비인도인 국적자는 21,282명으로, 전체 인력의 7.7%를 차지했다.
2008년, TCS는 인포시스, 카그너전트, 위프로, 사트얌에 이어 미국에서 H-1B 비자를 다섯 번째로 많이 받은 기업이었다. 2012년에는 TCS와 다른 타타 그룹 회사들이 H-1B 비자를 두 번째로 많이 받은 기업이었다.
TCS의 전 CEO인 수브라마니암 라마도라이는 회사에서의 경험을 담은 자서전적 책 TCS 이야기... 그리고 그 너머(The TCS Story...and Beyond)를 저술했다.

### CEO 목록
| CEO                     | 재임 기간       |
| ----------------------- | --------------- |
| F. C. 콜리              | 1968년 – 1996년 |
| 수브라마니암 라마도라이 | 1996년 – 2009년 |
| 나타라잔 찬드라세카란   | 2009년 – 2017년 |
| 라제시 고피나탄         | 2017년 – 2023년 |
| K. 크리티바산           | 2023년 – 현재   |

## 후원
TCS는 토론토 워터프론트 마라톤, 런던 마라톤, 암스테르담 마라톤, 뭄바이 마라톤, 리딩욜로페, 뉴욕 시티 마라톤의 타이틀 스폰서이며 시티2서프, 호주 러닝 페스티벌, 베를린 마라톤, 시카고 마라톤, 보스턴 마라톤의 스폰서 중 하나이다. 인도에서는 매년 방갈로르에서 열리는 월드 10K의 타이틀 스폰서이다.
TCS는 2009년부터 인디언 프리미어리그 팀인 라자스탄 로열스의 스폰서였다. 또한 선수 성능 분석, 시뮬레이션, 그리고 경기장에서 선수들의 체력 수준을 추적하고 보안 목적으로 RFID 태그를 사용하는 데 도움이 되는 기술을 팀에 제공한다.
TCS는 고등학생들을 대상으로 매년 IT 퀴즈 대회인 TCS IT 위즈를 개최한다. TCS는 현재 포뮬러 E의 재규어 레이싱과 슈퍼 포뮬러의 나카지마 레이싱을 후원하고 있다.

## 논란

### 미국의 집단 소송
2006년 2월 14일, 미국 법률 회사 리프 카브라서는 파견 직원에 대한 임금 지급과 관련하여 TCS에 대한 전국적인 집단 소송을 제기했다. 이 소송은 2002년 2월 14일부터 2005년 6월 30일까지 캘리포니아에서 TCS에 고용된 모든 비미국 시민을 대표하여 제기되었다. 근로자들은 연방 및 주 세금 환급을 고용주에게 포기하도록 강요당했으며, 인도 급여가 미국 급여에서 부당하게 공제되었다고 주장했다. 2013년 2월 22일, TCS는 집단 소송을 3천만 달러에 합의하기로 동의했다. 2013년 7월, 캘리포니아 오클랜드에 있는 미국 캘리포니아 북부 지방법원의 클라우디아 윌켄 판사는 소송 합의에 대한 최종 승인을 내렸다.

### 영업 비밀 소송
2014년 10월 매디슨 미국 지방법원에 제기된 소송에서 에픽 시스템즈는 TCS와 타타 아메리카 인터내셔널 코퍼레이션이 에픽의 "영업 비밀, 기밀 정보, 문서 및 데이터를 뻔뻔하게 훔쳤다"고 비난했다. 이 소송은 2015년 1월과 12월에 수정되었다. 2016년 4월, 미국 배심원단은 영업 비밀 사건에서 TCS와 타타 아메리카 인터내셔널 코퍼레이션에 9억 4천만 달러의 벌금을 부과했으며, 이는 2017년에 4억 2천만 달러로 줄었다. 2020년, 항소 법원은 2억 8천만 달러의 징벌적 손해배상이 "헌법적으로 과도하다"고 판결했지만, 1억 4천만 달러의 보상적 손해배상은 유지했다. 이 사건은 2023년 11월에 TCS가 1억 2,500만 달러를 지불하기로 합의하면서 종료되었다.

### 성희롱 주장
2019년 한 직원이 칸치푸람 노동법원에 타타 컨설턴시 서비스의 내부 불만 처리 위원회가 성희롱 사건을 부적절하게 처리했다고 고소했다. 사건이 승인되었음에도 불구하고 수년간 진전이 없었으며, 직원은 회사가 조사를 지연한다고 비난했다. 해당 직원은 또한 설명할 수 없는 전근 및 성과 검토를 포함한 다른 형태의 직장 보복을 주장했다.

## 같이 보기
- IT 컨설팅 회사 목록
- 인도 상장 소프트웨어 회사 목록
- 인도 최대 고용주 목록
- 인도의 정보기술
- 인도 IT 기업 목록